# Laurel und Hardy: Panik auf der Leiter
Laurel und Hardy: Panik auf der Leiter (Originaltitel: Hog Wild) ist eine US-amerikanische Kurzfilm-Komödie von Laurel und Hardy aus dem Jahre 1930. Der Film feierte seine US-Premiere am 31. Mai 1930, die deutsche Erstaufführung fand erst 1961 statt, 1967 gab es in Deutschland eine Wiederaufführung. Anfangs erhielt „Hog Wild“ den deutschen Titel „Dick und Doof bauen eine Antenne“.

## Handlung
Ollie wollte sich eigentlich einen schönen Tag mit seinem Freund Stan machen, doch seine Frau besteht darauf, dass er sofort eine Antenne auf dem Dach montiert, damit das heimische Radiogerät wieder benutzt werden kann; eine Aufgabe, vor der er sich drei Monate erfolgreich drücken konnte. Wie Dominanz der Frauen in den meisten Fällen wirkt, so führt sie hierbei dazu, dass Ollie sich gezwungenermaßen auf eine waghalsige „Tour“ auf das Dach begibt. Stan, der ihn abholen wollte, will ihm dabei helfen. Diese Hilfe stellt sich allerdings als totales Debakel heraus, zumal Ollie mindestens dreimal vom Dach in den Teich fällt – und beim letzten Mal den ganzen Schornstein mitreißt. Beim vierten Versuch, erfolgreich auf das Dach zu kommen, startet Stan versehentlich sein Auto, von welchem die Leiter samt Ollie zum Dach führt. In einer riskanten Fahrt versuchen sie, dieses kleine Malheur zu bewältigen, was damit endet, dass Ollie mitten auf die Straße fällt und nur knapp einem voll besetzten Bus ausweichen kann. Ollies Frau betritt weinend den Schauplatz des Geschehens, um mitzuteilen, dass der Gerichtsvollzieher das besagte Radio soeben abgeholt habe. Das Auto von Stan, mit dem die beiden samt Ollies Frau wieder aufbrechen wollen, springt nicht mehr an und wird schlussendlich von zwei Straßenbahnen auf groteske Weise längs gestaucht, wodurch sich im Gegenzug seine Höhe verdoppelt.

## Hintergrund
- Die Dreharbeiten fanden im April 1930 statt.
- Für diesen Film wurde extra ein Grundstück in Culver City auf der Madison Avenue gemietet, da niemand der Mitwirkenden sein eigenes Haus zur Verfügung stellen wollte.
- Ein netter Gag, der erdacht aber niemals gedreht wurde, war jener, bei dem Ollie nach einem weiteren Sturz in den Teich wieder genügend Wasser einfüllt, für den Fall, dass er noch einmal stürzen sollte.

## Deutsche Fassungen
- Die erste deutsche Fassung mit dem Titel Dick und Doof bauen eine Antenne erstellte 1961 die Beta-Technik in München. Das Buch schrieb Wolfgang Schick, Regie führte Manfred R. Köhler und die Musik steuerte Conny Schumann bei. Stan und Ollie wurden von Bluhm und Paulsen gesprochen. Diese Fassung ist auf DVD erhältlich.[1]
- Für das Fernsehspecial Dick und Doof – Die Mustergatten wurde der Film 1964 bei der Internationalen Film-Union (IFU) erneut synchronisiert. Die Dialoge schrieb Helmut Harun, Stan Laurel wurde wieder von Walter Bluhm gesprochen, Oliver Hardy von Arno Paulsen.[1]